# Given to Fly
Given to Fly är Ola Svenssons debutalbum, som bland annat innehåller succé singeln Rain och en egen hejarlåt åt Sverige i Fotbolls-VM 2006 i Tyskland; Go Go Sweden. Albumet släpptes i butikerna den 31 maj 2006. Ola har själv varit med och skrivit låtarna Given to fly, My home, och Brothers. Låten Brothers skrev han speciellt till sin bröder.

## Låtlista
| Nr  | Titel                | Låtskrivare                                                        |
| --- | -------------------- | ------------------------------------------------------------------ |
| 1.  | "Rain"               | Andreas Romdhane, Josef Larossi, Savan Kotecha                     |
| 2.  | "Cops Come Knocking" | Jonas Saeed, Pia Sjöberg, Red One                                  |
| 3.  | "How We Do it"       | Mustaq, Thomas Jules, Jason Gill                                   |
| 4.  | "Given to Fly"       | Jason Gill, Fi Lindfors, Dimitri Stassos, Ola Svensson             |
| 5.  | "Till the End"       | Jason Gill, Fi Lindfors, Rickard Andersson                         |
| 6.  | "Everyting I am"     | Jonas Saeed, Johan Lindman                                         |
| 7.  | "Invincible"         | Kurt49, Joakim Övrenius, Thomas Karlsson                           |
| 8.  | "My Home"            | Jason Gill, ST Lindfors, Jason Gill, Dimitri Stassos, Ola Svensson |
| 9.  | "I Could Be Him"     | Jonas Saeed, Vincent                                               |
| 10. | "Time to Let You go" | Figge Boström, Lina Eriksson                                       |
| 11. | "Brothers"           | Jonas Saeed, Jonas Saeed, Pia Sjöberg                              |
| 12. | "Go Go Sweden"       | Jonas Saeed, Pia Sjöberg, Red One                                  |

## Listplaceringar
| Lista (2006) | Topplacering |
| ------------ | ------------ |
| Sverige      | 1            |